# A.S. Roma
AS Roma je talijanski nogometni klub iz Rima. Klub je osnovan u lipnju 1927. kao rezultat udruživanja tri nogometna kluba iz Rima (Roman, Alba-Audace i Fortitudo Pro Roma) kako bi nastao klub koji bi bio konkurentan tada mnogo jačim klubovima s talijanskog sjevera.  AS Roma je jedan od klasičnih klubova FIFA.

## Povijest
Krajem 1920-ih godina jaz između klubova sjeverne Italije i onih u srednjoj i južnoj Italiji još je uvijek bio širok. Ideja o stvaranju jednog konkurentnijeg kluba u Rimu postala je nužnost s nadolazećom kreacijom najvišeg ranga natjecanja u jednostrukom krugu. Alba Audace, Roman i Fortitudo Pro Roma dogovorili su se za udruživanje u jednu organizaciju: 7. lipnja 1927. godine, na adresi Via Forlì 16, zahvaljujući spajanju navedenih klubova, osnovana je Roma.
Put koji je doveo do uspostave žutocrvenog kluba započeo je pod vodstvom tajnika rimske federacije Nacionalne fašističke stranke (PNF) Itala Foschija, koji je u to vrijeme bio i član Talijanskog olimpijskog odbora (CONI) i rukovoditelj Fortitude, te počasnog Ulijsa Igliorija, člana nacionalnog direktorija PNF-a. Foschi je, slijedeći smjernice Viareggio povelje, uspio stvoriti potencijalno konkurentniji klub. Početkom 1930-ih godina klubom je predsjedao Renato Sacerdoti, bivši predsjednik Romana koji je osigurao financijski kapital potreban za osnivanje novog kluba; njegov prvi mandat završio je 1935. godine, kada je, budući da je bio Židov, postao žrtva medijskih kampanja te je kasnije uhićen i poslan u progonstvo.
U prvim sezonama klub je redovito zauzimao visoke pozicije na ljestvici talijanskog prvenstva. Debitirao je 1931. godine u Srednjoeuropskom kupu te dosegao finale talijanskog kupa 1936./37.; taj period obilježen je korištenjem Campo Testaccia. U sezoni 1941./42. momčad je osvojila svoj prvi naslov prvaka, pobjedivši 2:0 u posljednjoj utakmici protiv Modene.
Četrdesete su godine završile s dva problematična prvenstva, u kojima je ekipa izbjegla ispadanje u posljednjim utakmicama, također postavši središte polemike zbog tzv. "slučaja Pera", po imenu suca koji je sudio utakmicu Roma – Novara u sezoni 1949./50. (završila je 2:1 za domaćine), u kojoj je bilo optuženo da je suđenje išlo u korist "vučice": nakon prosvjeda Gaudenzijanaca, Talijanski nogometni savez je u lipnju 1950. godine odlučio najprije suspenzirati rezultat utakmice, a zatim potvrditi pobjedu Rome. Ispadanje u Serie B je odgođen samo za godinu dana: u sljedećoj sezoni Capitolini su izgubili deset utakmica s 1:0, promijenili su tri trenera, zauzevši pretposljednje mjesto i tako ispali 17. lipnja 1951. godine. Godine 1952. Sacerdoti je ponovno pozvan da služi na mjestu predsjednika kluba; ekipa je povjerena Giuseppeu "Gipu" Vianiju, koji je odmah uspio vratiti klub u najviši rang, osvojivši prvo mjesto u Serie B i time osiguravši jedino mjesto za promociju.
Tijekom 1950-ih godina, Roma je u prvenstvu izmjenjivala dobre nastupe, kao treće mjesto u Serie A 1954./55., koje je klub vratilo u Europu, s drugim negativnim kao u prvenstvu 1956./57., kada je opet bila blizu ispadanja, dok je u ostalim sezonama gotovo uvijek zauzimala šesto mjesto na ljestvici. U sezoni 1960./61. Giallorossi su osvojili Kup velesajamskih gradova, pobjedivši u dvostrukom finalu protiv Birmingham Cityja: nakon što su izjednačili 2:2 u gostima, Lupa je pobijedila na Olimpijskom stadionu 2:0. Nakon ovog uspjeha, slijedilo je osvajanje dva talijanska kupa: 1963./64. protiv Torina i Kupa Italije 1968./69. pobijedivši Cagliari, budućeg talijanskog prvaka. Unatoč tome, ekipa je prošla kroz ozbiljnu financijsku krizu zbog skupih kupovina igrača koje nisu pratile iste razine sportskih rezultata; 1964. godine to nije dopustilo isplatu plaća igračima. Godine 1967., nakon nekoliko važnih prodaja, predsjednik Franco Evangelisti dovršio je plan saniranja klupskih financija, pretvarajući Romu u dioničko društvo.
Sedamdesete su bile jedno od manje slavnih desetljeća u povijesti Giallorossa: kapetanu Giacomu Losiju nije obnovljen ugovor zbog nesuglasica s trenerom Heleniom Herrerom, dok su za vrijeme predsjednika Alvare Marchinija "tri dragulja" momčadi – Luciano Spinosi, Fabio Capello i Fausto Landini – bili prodani Juventusu. Roma, prozvana "Rometta" iz tih razloga, konstantno se kretala između pozicija srednjeg poretka, osim u sezonama 1974./75., kada se plasirala na treće mjesto, i 1978./79., kada je osigurala opstanak tek u pretposljednjem kolu. Unatoč nezadovoljavajućim rezultatima, Lupa je osvojila Anglo-talijanski kup 1972.
Krajem desetljeća klub je preuzeo Dino Viola, koji ga je potpuno transformirao na tehničkoj razini, nakon čega je vođenje momčadi povjerio Šveđaninu Nilsu Liedholmu. Liedholm je odmah postigao dobre rezultate, osvojivši dva uzastopna talijanska kupa gdje je u oba finala nadmašio Torino u izvođenju jedanaesteraca. To je pratila i osvajanje drugog naslova prvaka u povijesti Rome u sezoni 1982./83., uvijek pod tehničkim nadzorom Liedholma: titula je osvojena 8. svibnja 1983. na stadionu Luigi Ferraris nakon remija s Genovom.
Sljedeće godine Roma je osvojila svoj peti talijanski kup (pobijedivši Veronu) i došla je do finala Kupa prvaka, koje se tada održavalo upravo na Olimpijskom stadionu u Rimu. Unatoč prednosti domaćeg terena, ekipa nije uspjela pobijediti Liverpool: nakon produžetaka završenih rezultatom 1:1, Lupa je izgubila trofej nakon izvođenja jedanaesteraca zbog pogrešaka s bijele točke Bruna Contija i Francesca Grazianija koje su dovele do rezultata 4:2 za englesku momčad. Nakon toga, Dino Viola je opet povjerio vođenje momčadi švedskom treneru, Sven-Göranu Erikssonu, koji je u sezoni 1985./86. osvojio šesti talijanski kup u povijesti Giallorossa, pobjedivši u finalu Sampdoriju.
Momčad je postepeno izgubila konkurentnost, ali je ipak uspjela postići posljednji uspjeh 1991. godine: nekoliko mjeseci nakon smrti predsjednika, Capitolini su osvojili svoj sedmi talijanski kup, pobijedivši u finalu Sampdoriju, talijanskog prvaka, i došli do finala Kupa UEFA, izgubivši oba susreta protiv Intera. Godine 1993. klub je kupio Franco Sensi, koji je pojačao momčad, ali nije odmah postigao značajne rezultate. U ljeto 1999. godine, uprava je povjerila vođenje momčadi Fabiu Capellu, a sljedeće sezone, nakon vrlo skupih kupnji zahvaljujući podršci kapitala dobivenog od ulaska kluba na burzu, Roma je osvojila treći naslov prvaka u svojoj povijesti. Dva mjeseca nakon osvajanja trećeg tricolora, Lupa je osvojila i svoj prvi talijanski superkup, pobijedivši Fiorentinu.
Tijekom 2000-ih godina, Roma je šest puta završila druga u prvenstvu, a pod vodstvom Luciana Spallettija osvojila je dva uzastopna talijanska kupa (2006./07. i 2007./08.), oba u finalima protiv Intera, te talijanski superkup 2007., također protiv Nerazzurra. Na kraju sezone 2010./11., Roma je prodana skupini američkih poduzetnika, na čelu s Thomasom DiBenedettom, a potom s Jamesom Pallottom, čiji su najbolji rezultati tri druga mjesta i polufinale Lige prvaka. Dana 17. kolovoza 2020. dodatna američka poduzetnička grupa, "The Friedkin Group", preuzima klub, čiji je prvi predsjednik Dan Friedkin, izvršni direktor Gulf States Toyota Distributorsa. U drugoj godini nove uprave, pod vodstvom Joséa Mourinha, klub je prvi put osvojio konfederacijski trofej, trijumfirajući u inauguracijskom izdanju UEFA Europske konferencijske lige; sljedeće sezone stigao je do finala Europske lige, iz kojeg je izašao poražen nakon izvođenja jedanaesteraca.

## Simboli kluba

### Dres
U debitantskoj sezoni 1927./28. korišten je komplet sastavljen od crvenog dresa sa žutim V-izrezom, bijelih hlača i crnih čarapa sa žutim i crvenim prugama; ovaj komplet dresa koristit će se sve do sezone 1937./38., s jedinim izuzecima tijekom sezona 1928./29. i 1929./30., kada su korišteni dresovi sa žuto-crvenim prugama.
Počevši od sezone 1938./39., uveden je klasični komplet dresa Rome, koji će, osim u nekoliko sezona, biti korišten do sezone 1977./78., te ponovno korišten između sezona 2012./13. i 2015./16.: ovaj komplet dresa sastojao se od crvenog dresa, bijelih hlača i crvenih čarapa; čarape su često bile obrubljene žutim (jedini izuzeci su sezona 2014./15. i sezona 2015./16., koja je karakterizirana tamno crvenim rubom), a također i ovratnik, koji je mogao biti okrugli, V-izrez ili polo, obično je bio žut.
U sezoni 1978./79. korištena su dva posebna kompleta za domaće utakmice: u prvom dijelu sezone igrači su nosili narančasti dres u kombinaciji s crvenim hlačama i čarapama, dok je u drugom dijelu sezone predstavljen dres "Sladoled", crveni s bijelim V-izrezom i žutim i narančastim ramenima, bijelim, žutim, narančastim i crvenim rukavima, u kombinaciji s bijelim hlačama i čarapama (ovima s ukrasima u žutoj, crvenoj i narančastoj boji); ovaj dres korišten je i sljedeće sezone.
Romina gostujuća oprema sastoji se od majice, hlačica i čarapa boje slonovače s crnim detaljima. Tijekom povijesti, momčad je imala različite dresove, uključujući zeleni u sezoni 1929./30., slijedio ga je bijeli s vodoravnom crveno-žutom trakom do 1937. Nakon toga su uvedene kombinacije s crnim, crvenim ili bijelim hlačicama, a 1973. se vratila bijela oprema s crveno-žutim detaljima, osim tijekom perioda 1978. – 1980. kada je korišten "ledeni" dres s crvenim, narančastim i žutim ukrasima. Tijekom 90-ih i 2000-ih godina, dresovi su imali različite fantazijske ukrase, ali u posljednjih nekoliko godina postali su jednostavniji, uglavnom bijeli s crvenim ili žutim detaljima.
Prva uporaba treće garniture dresa Rome dogodila se u sezoni 1931./32.: sastojala se od potpuno crnog polo dresa s crnim hlačama i čarapama (ukrašenima žuto-crnim prugama); taj je dres bio u uporabi do sezone 1937./38., kako u gostima tako i na nekim domaćim utakmicama u čast Nacionalne fašističke stranke (PNF).
Prva značajna kromatska promjena treće garniture dogodila se u sezoni 1962./63. kada je korišten žuti dres s crvenim V-izrezom na rubovima rukava, upotpunjen crnim hlačama i crvenim čarapama s žutom trakom. Od devedesetih godina, treće garniture Rome prolazile su kroz različite transformacije. Od 1991./92. započela je s plavim imperialnim dresom sa žuto-crnim detaljima. U sezonama 1995./96. i 1996./97. dominirali su zeleni i narančasti. Od 1997./98. do 2002./03. te ponovno od 2007./08. do 2013./14. crna je bila dominantna boja, osim u sezonama 2000./01. i 2001./02. gdje je prisutna bila plava boja. Između 2003./04. i 2005./06. godine, žuta je bila glavna boja, s crvenim i crnim detaljima.

### Grb
Prvi grb koji je koristila Roma bio je trokutasti štit, gdje je gornja polovica imala žutu pozadinu s kapitolskom vučicom (od koje potječe nadimak "Vučica", nadimak za žuto-crveni tim), dok je donja polovica imala crvenu pozadinu s akronimom "ASR" u žutoj boji; ovaj logo je bio u upotrebi od osnutka kluba do kraja 1970-ih.
Godine 1978., u posljednjoj godini Gaetana Anzalonea na čelu kluba, Capitolini su imali priliku primijetiti kako se u Sjedinjenim Američkim Državama sport uglavnom vodi promidžbom i prodajom proizvoda vezanih uz klub. To je potaknulo vodstvo kluba da osnuje odjel za oglašavanje, koji je vodio grafički dizajner Piero Gratton, a koji je bio zadužen za izradu novog logotipa za Vučice s ciljem stvaranja simbola koji će biti povezan s momčadi. Budući da kapitolska vučica nije mogla biti registrirana kao zaštitni znak jer Grad Rim nije dao dopuštenje, stvoren je poznati stilizirani crni "vučić" s crvenim okom, koji je od 1978. do 1980. godine bio prikazan okružen s dva koncentrična kruga, jedan žuti i jedan crveni; tijekom godina stvorene su nove varijante ovog grba: ona koja je korištena u dresovima od 1980. do 1991. godine prikazivala je bijelog vučića unutar crvenog kružnog grba, od 1991. do 1996. godine vučić je bio prvo žut, a zatim narančast, a u sezoni 1996./97. vučić je bio okružen crvenim štitom obrubljenim narančastim.
Dana 20. srpnja 1997., zahvaljujući dogovoru s gradskim vijećem, rimskom klubu dopušteno je posebno koristiti simbol vučice i ponovno predstaviti novu verziju grba inspiriranu originalnim. Dana 22. svibnja 2013. predstavljen je novi redizajnirani logo kluba, koji se razlikovao od prethodnog nestankom natpisa "ASR" (zamijenjen s "ROMA" i godinom osnutka kluba, 1927.) i revidiranom vučicom i blizancima, koji su promijenili boju prelaskom s crne na srebrnu; ovaj grb kasnije je zamijenjen 7. lipnja 2017. godine verzijom s malo tamnijim crvenim i svjetlijim žutim.

### Stadion
Prvi sportski objekt koji je koristila Roma bio je Motovelodromo Appio, koji je prethodno koristio Audace Roma; korišten je samo u sezoni 1927./28., dok su u sljedećoj sezoni Capitolini koristili Nacionalni stadion Fašističke nacionalne stranke. Početkom prvog prvenstva u jedinstvenoj ligi, nakon što su se natjecali na svoja prva dva domaća susreta na stadionu Rondinella, odnosno na stadionu Lazija, počela je upotreba Campo Testaccia; ovdje je "Lupa" igrala do sezone 1939./40., kada je građevina napuštena.
U sezoni 1940./41. klub se vratio na Nacionalni stadion, proširen za Svjetsko prvenstvo 1934., gdje je osvojio svoj prvi scudetto. Objekt, preimenovan u "stadion Torino" nakon tragedije u Supergi, klub je koristio do 1953. godine.
U sezoni 1953./54, "Magica" se preselila na Stadio Olimpico, koji je bio renoviran i tada nazvan "stadionom od sto tisuća", a koji je tijekom godina doživio brojne promjene: najznačajnije su bile tijekom 1950-ih godina uoči XVII. Olimpijade koja se održala u Rimu, kada su uklonjena mjesta za stajanje, i krajem 1980-ih godina s rušenjem i naknadnom obnovom gotovo cijelog starog objekta uoči Svjetskog prvenstva 1990. Među inovacijama je krov koji je zatvarao pogled na teren s brda Monte Mario, koje se uzdizalo iza stadiona, gdje su se svake nedjelje mnogi ljudi okupljali da bi gledali utakmice, slično kao što se događalo na Campo Testacciu s navijačima natiskanim na Monte dei Cocci.
Giallorossi su igrali na Stadio Olimpico neprekidno od 1953. godine s jedinom iznimkom sezone 1989./90, kada su odigrali domaće utakmice na stadionu Flaminio zbog spomenutih radova na renoviranju stadiona za Svjetsko prvenstvo u nogometu.

### Navijači
Dana 9. siječnja 1977. godine, uoči utakmice Roma – Sampdoria, navijači koji su se okupili u Curvi Sud (među kojima su bili Guerriglieri della Curva Sud, Panthers, Boys, Fossa dei Lupi i Fedayn), slijedeći primjer prvih talijanskih ultrasa (poput onih iz Torina), odlučili su se udružiti u Commando Ultrà Curva Sud (CUCS). To je bio jedan od najvažnijih organiziranih talijanskih grupa do 1987. godine, kada se privremeno raspao zbog unutarnjih sukoba koji su nastali nakon dolaska bivšeg igrača Lazija Lionella Manfredonija. CUCS se ponovno okupio 1993. pod imenom Neo-CUCS, ali je započeo spor pad, ne uspijevajući više pridobiti podršku povijesnih članova organiziranog navijanja Rome, te se konačno raspao 1999. godine, zamijenjen novom većinskom grupom: AS Roma Ultras (ASRU). Nakon raspuštanja ASRU, od sezone 2003./04., u Curvi Sud su prisutne brojne autonomne navijačke udruge.

## Uspjesi

### Domaći uspjesi
Serie A:
- Prvak (3): 1941./42., 1982./83., 2000./01.
- Drugi (14): 1930./31., 1935./36., 1954./55., 1980./81., 1983./84., 1985./86., 2001./02., 2003./04., 2005./06. (odlukom saveza, u biti 5.), 2006./07., 2007./08., 2009./10., 2013./14., 2016./17.
- Treći (5): 1931./32., 1974./75., 1981./82., 1987./88., 2014./15.

Talijanski kup:
- Prvak (9): 1963./64., 1968./69., 1979./80., 1980./81., 1983./84., 1985./86., 1990./91., 2006./07., 2007./08.
- Finalist (8): 1936./37., 1940./41.,  1992./93.,  2002./03.,  2004./05.,  2005./06.,  2008./09.,  2012./13.

Talijanski superkup:
- Prvak (2): 2001., 2007.
- Finalist (4): 1991., 2006., 2008., 2010.

### Europski uspjesi
UEFA Europska liga
- Finalist (1): 2022./23.

UEFA Europska konferencijska liga
- Prvak (1): 2021./22.

UEFA Kup/Liga prvaka:
- Finalist (1): 1983./84.

Kup UEFA/Kup velesajamskih gradova:
- Prvak (1): 1960./61.
- Finalist (1):1990./91.

Anglo-talijanski kup:
- Pobjednik (1): 1972.

## Poznati igrači
| - Aldair - Amedeo Amadei - Carlo Ancelotti - Abel Eduardo Balbo - Gabriel Omar Batistuta - Fulvio Bernardini - Zbigniew Boniek - Cafu - Vincent Candela - Toninho Cerezo - Bruno Conti - Raffaele Costantino - Dino Da Costa - Daniele De Rossi - Giancarlo De Sisti - Agostino Di Bartolomei - Edin Džeko - Emerson - Paulo Roberto Falcão |  | - Attilio Ferraris IV - Giuseppe Giannini - Enrico Guaita - Giacomo Losi - Guido Masetti - Pedro Waldemar Manfredini - Vincenzo Montella - Sebino Nela - Simone Perrotta - Pierino Prati - Roberto Pruzzo - Francesco Rocca - Walter Samuel - Franco Tancredi - Francesco Totti - Pietro Vierchowod - Rodolfo Volk - Rudi Völler |

## Poznati treneri
- Luciano Spalletti
- Fabio Capello
- Nils Liedholm
- José Mourinho
- Eusebio Di Francesco
- Claudio Ranieri

## Vanjske poveznice
- Službena web-stranica